# Schildia ocellata
Schildia ocellata là một loài ruồi trong họ Asilidae. Schildia ocellata được Martin miêu tả năm 1975. Loài này phân bố ở vùng Tân nhiệt đới.